# Thusnelda Moltke
 Der er flere personer med dette navn, se Thusnelda Moltke (1788-1842).
Thusnelda Henriette Maria Moltke (21. februar 1843 på Grünholz, Slesvig – 20. februar 1928 i Hillerød) var en dansk komtesse og skolebestyrerinde. Hun grundlagde i 1870 Th. Moltkes Borgerskole for Pigebørn, der blev til først Østersøgades Gymnasium og siden skiftede navn til Kildegård Gymnasium, nu Kildegård Privatskole og flyttede til Gentofte.
Hun var datter af generalkrigskommissær, greve Adam Gottlob Moltke (1798-1863) og Rosalie f. Hennings (1801-1885).